# Georges Osorio
Pour les articles homonymes, voir Osorio (homonymie).
Georges Osorio, né le 6 mai 1926 à Paris et mort le 19 septembre 2010 à Rueil-Malmaison, est un ingénieur en physique-chimie-biologie à l'Energie Atomique (CEA).

## Biographie
Georges Osorio a participé à la construction du synchrotron à protons « Saturne ».
Cofondateur de la revue Science et Avenir avec G. Lefèvre, fondateur du Club de Prospective Scientifique et Technique, médaillé de bronze de la Recherche et de l’Invention, médaille d'or du Conservatoire national des Arts et Métiers, ceinture noire en arts martiaux, Georges Osorio est un chercheur en métaphysique.
Georges Osorio était aussi membre de l'Académie des sciences de New York (1972).